# Koszalin
Koszalin (česky Košalín, německy Köslin, kašubsky Kòszalëno) je okresní město položené v Západopomořském vojvodství v severním Polsku. Žije zde přibližně 106 tisíc obyvatel.

## Historie

### Nejstarší dějiny a středověk
Osídlení oblasti Koszalinu sahá až do pravěku. Při archeologickém výzkumu byly objeveny různé stopy lidského osídlení kultur nálevkovitých pohárů, kulovitých amfor a lužických kultur a také ze starověkého římského období a raného středověku.
Za vlády knížete Měška I. kolem roku 967 se zdejší území stalo součástí vznikajícího polského státu. Podle středověké Velkopolské kroniky (Kronika Wielkopolska) byl Koszalin jedním z pomořanských měst, která v roce 1107 dobyl a podmanil si polský kníže Boleslav III. Křivoústý (mezi další města patřily Kolobřeh, Kamieň a Wolin). Ve 12. století se pak oblast stala součástí Pomořanského vévodství ovládaného Grifiny, vazalského státu Polského království. Po rozdělení Polska na menší vévodství se oddělilo od Polska a v roce 1185 se stalo vazalem Dánska a od roku 1227 součástí Svaté říše římské.
V roce 1214 daroval pomořanský vévoda Bohuslav II. vesnici známou jako Koszalice/Cossalitz u Chełmské Góry v Kołobrzežské zemi premonstrátskému klášteru v Białoboki u Trzebiatówa. K osídlení území byli pozváni noví, převážně němečtí osadníci z oblastí mimo Pomořansko. V roce 1248 byla východní část Kolobřežska, včetně vsi, převedena vévodou Barnimem I. do římskokatolické diecéze kamenské.

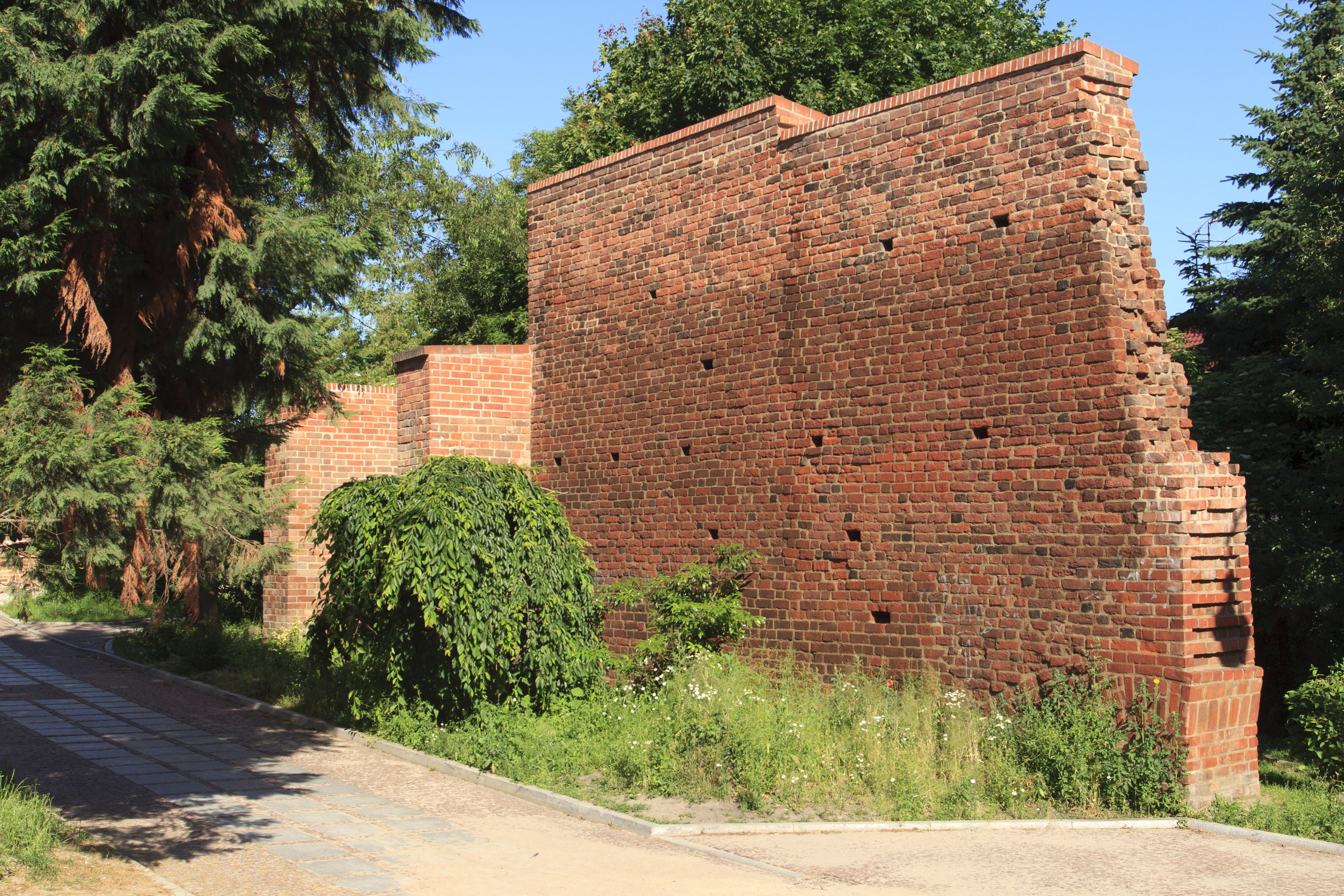
Středověké městské hradby

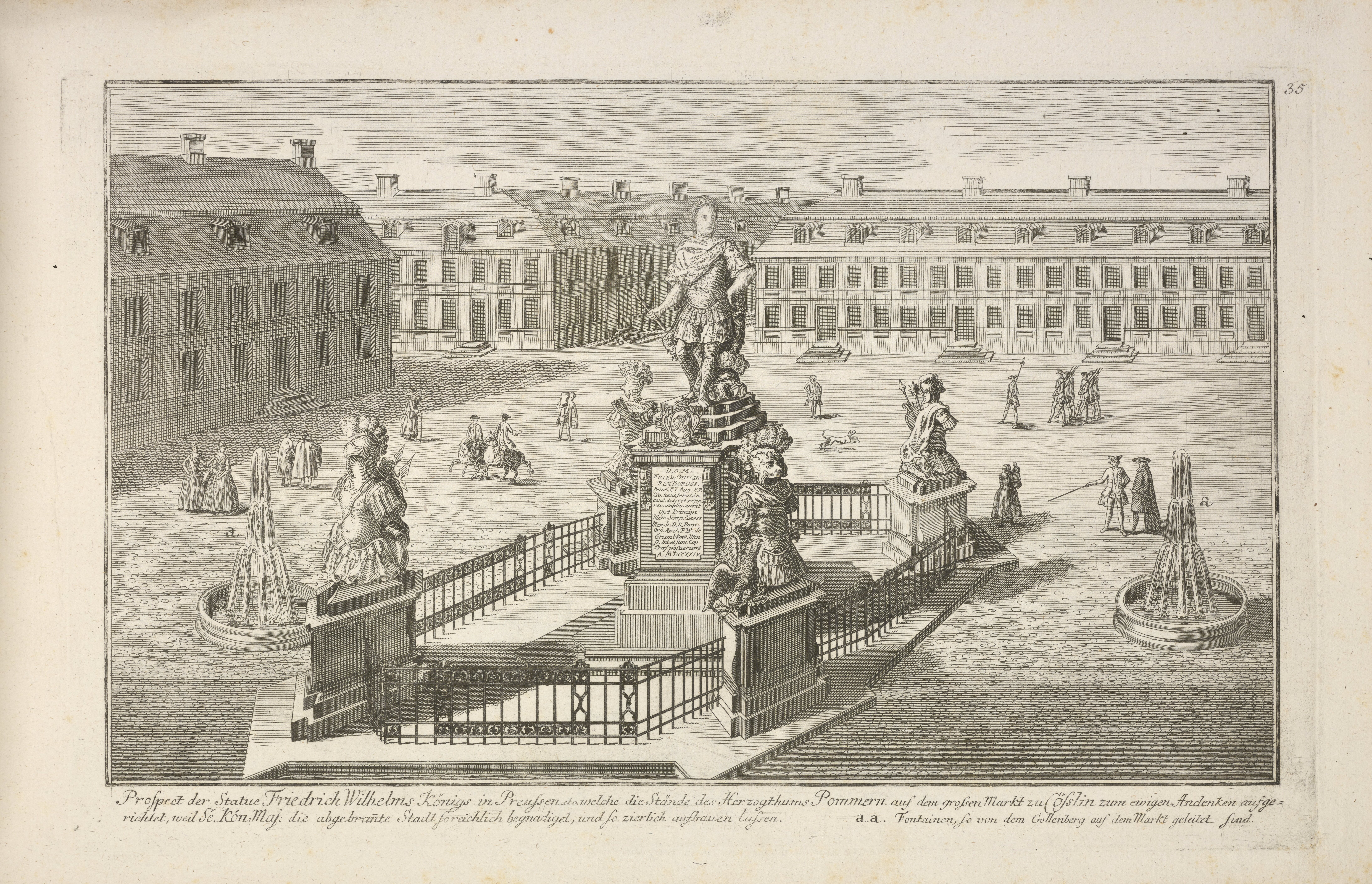
Rytina pomníku Bedřichu Vilémovi I. zničeného v roce 1945

Dne 23. května 1266 získal Koszalin městská práva. Vesnici je udělil kamenský biskup Heřman z Gleichenu (1205-1288) listinou zaručující lübecké právo, místní samosprávu, autonomii a řadu privilegií, aby přilákala německé osadníky ze západu. Když se v roce 1276 biskupové stali panovníky v sousedním Kolobřehu, přestěhovali tam své sídlo, zatímco správa diecéze byla prováděna z Koszalina.  V roce 1278 byl založen cisterciácký klášter, který se staral o místní farní kostel a kapli Panny Marie na Chełmské hoře.

### Raný novověk
V důsledku německé kolonizace se město stalo převážně německojazyčným, což znevýhodnilo původní slovanské obyvatelstvo. V roce 1516 místní Němci vynutili zákaz nákupu zboží od slovanských obchodníků. Bylo také zakázáno přijímat domorodé Slovany do řemeslných cechů, což naznačuje etnickou diskriminaci.
V roce 1531 došlo k nepokojům mezi stoupenci a odpůrci protestantské reformace. V roce 1534 se město pod vlivem Johannese Bugenhagena stalo převážně luteránským. V roce 1568 zahájil vévoda Jan Bedřich Pomořanský a kamenský biskup stavbu rezidence, kterou v roce 1582 dokončil jeho nástupce Kazimír VI. Pomořanský. Po smrti posledního pomořanského vévody Bohuslava XIV. v roce 1637 město přešlo na jeho bratrance, biskupa Arnošta Bohuslava z Croÿ.
V období třicetileté války v roce 1637 město obsadily švédské jednotky, a někteří obyvatelé hledali útočiště v nedalekém Polsku. Po uzavření Vestfálského (1648) a Štětínského míru (1653) město připadlo Braniborsku-Prusku a spolu s celým Zadním Pomořanskem se stalo součástí Braniborského Pomořanska.
Město, nyní přejmenované na Cöslin jako součást Pruského království, bylo v roce 1718 těžce poškozeno požárem, ale v následujících letech bylo obnoveno. V roce 1764 na Chełmské hoře, dnes v hranicích města, založil Polák Jan Gelczewski papírnu, která zásobovala řadu městských úřadů.

### Novověk
Do roku 1945 bylo město součástí Pruska a centrem správního obvodu Köslin.
Pro svůj region je významným kulturním centrem. Nacházejí se zde různá divadla, kina a filharmonie. Sídlí zde lokální média. Nachází se tu také sídlo koszalinsko-kołobrzeské diecéze. Centrum města se nachází 11 km od pobřeží Baltského moře.
Město Koszalin překonalo hranici 10 000 obyvatel v roce 1861 (tehdy ještě jako součást Německa s názvem Köslin), v roce 1905 mělo již přes 20 tisíc obyvatel a roku 1985 překonal počet obyvatel Koszalinu číslo sto tisíc. Po druhé světové válce byl dosídlen polským obyvatelstvem, zatímco německé bylo odsunuto.

## Historické budovy

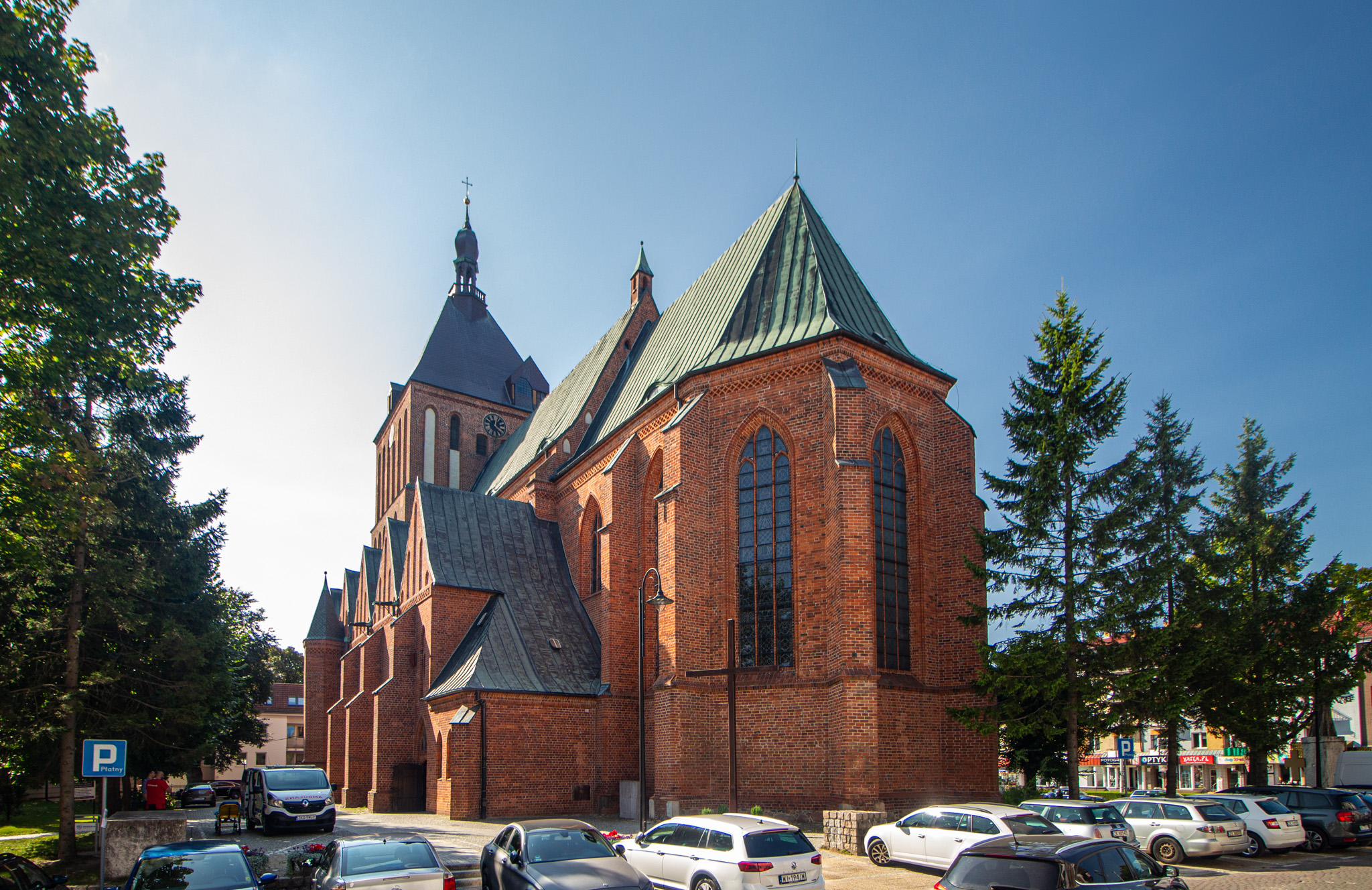
Katedrála Neposkvrněného početí Panny Marie

- Římskokatolická Katedrála Neposkvrněného početí Panny Marie, trojlodní cihlová gotická bazilika postavená mezi lety 1300 a 1333, v letech 1534 až 1945 protestantský farní kostel. Průčelní věž [12] vysoká 10 metrů je korunována pyramidální střechou s barokní lucernou. Z historického interiéru se dochovaly pouze sochy gotického hlavního oltáře, jehož čtyři sochy Madony, Jana Evangelisty a biskupů Vojtěcha Pražského a Oty Bamberského v nadživotní velikosti byly umístěny v chóru. Moderní oltář upevněný na ocelovém rámu. [13] Varhany vyrobené firmou Schlag & Söhne ze Svídnice v roce 1899 mají 50 rejstříků a jsou nainstalované v novogotické fasádě z roku 1842 – využívané také jako koncertní varhany.[14]
- Moderní radnice v Koszalinu z let 1960 až 1962 stojí na náměstí diagonálně proti místu staré radnice, zničené v roce 1945.
- Osmiboká kaple sv. Gertrudy z roku 1383 v gotickém slohu, slouží jako protestantský sbor.
- Zámecká kaple postavená na přelomu 14. a 15. století, v 16. století klášterním kostelem cisterciáckého kláštera. Kostel byl několikrát přestavován. V 19. století přestavěna v novogotickém slohu. Dnes chrám Zesnutí Nejsvětější Bohorodice místní pravoslavné komunity.
- Dochované zbytky středověkých prstencových městských hradeb ze 14. století. Původních 1 600 m dlouhý byl měl tři městské brány a 46 strážních věží.
- Matriční úřad a katův dům, budova ve vlastnictví města, ve které žila rodina kata, jsou gotického původu (popravy se v Koszalinu konaly na veřejných náměstích až do 19. století).
- Müllerův palác, postavený v letech 1880 až 1897; Dnes v něm sídlí muzeum.
- Kostel svatého Josefa, novogotická cihlová budova, byl postaven v roce 1868 pro katolickou komunitu založenou v roce 1857.
- Hlavní budova pošty, novogotická cihlová budova z roku 1884, do roku 1943 sídlo Oberpostdirektion.
- Novogotická budova polikliniky.
- Budova Státního archivu v Koszalinu, novogotická cihlová budova. Bývalý pruský státní archiv správního obvodu Köslin.
- Pivovarský komplex, novogotická cihlová budova.
- Moderní řeckokatolický chrám Zesnutí Nejsvětější Bohorodice

## Partnerská města
- Albano Laziale Itálie, 2004
- Berlin Tempelhof-Schöneberg, Německo, 1995
- Bourges, Francie, 1999
- Fu-čou (福州), Čína, 2007
- Gladsaxe, Dánsko, 1990
- Kristianstad, Švédsko, 2004
- Lida, Bělorusko, 1993
- Neubrandenburg, Německo, 1987
- Neumünster, Německo, 1990
- Roermond, Nizozemsko, 1990
- Schwedt, Německo, 2004
- Seinäjoki, Finsko, 1988
- Trakai, Litva, 2019